# Афганський бургер
Афганський бургер (також відомий як бургер Кабульський) — це афганський врап фаст-фуд, що складається із шматочка афганського хліба, загорнутого навколо картоплі фрі, разом із чатні та іншими приправами, овочами, часто ковбасами та іншим м'ясом. З афганської кухні був популяризований в Пакистані афганськими іммігрантами (особливо в Ісламабаді, де його вважають однією з основних вуличних продуктів міста та Пешавару).